# Openpose
 Openposeは、カーネギーメロン大学のCenter for Technology Transfer and Enterprise Creation (CTTEC)で開発されたソフトウェアである。CTTECは大学内で開発された製品を商品化し市場へ繋ぐ架け橋として設立された。 Openposeは、リアルタイムで複数人数のキーポイントの検出とマルチスレッドができるOpenCVとCaffeを使用したC ++のライブラリで画像から人の体や手、顔など合計130個のキーポイントを検出することができるリアルタイムシステム。行時間は画像の人数に関わらず一定である。柔軟性があり設定が簡単なマルチスレッドモジュールである。JSON、XML、PNG、JPGなどさまざまなフォーマットで保存と読み込みをする。またCaffeを使用するが、コードはTensorflowやTorchなどの他のフレームワークにポートが可能。